# Auditori de Saragossa

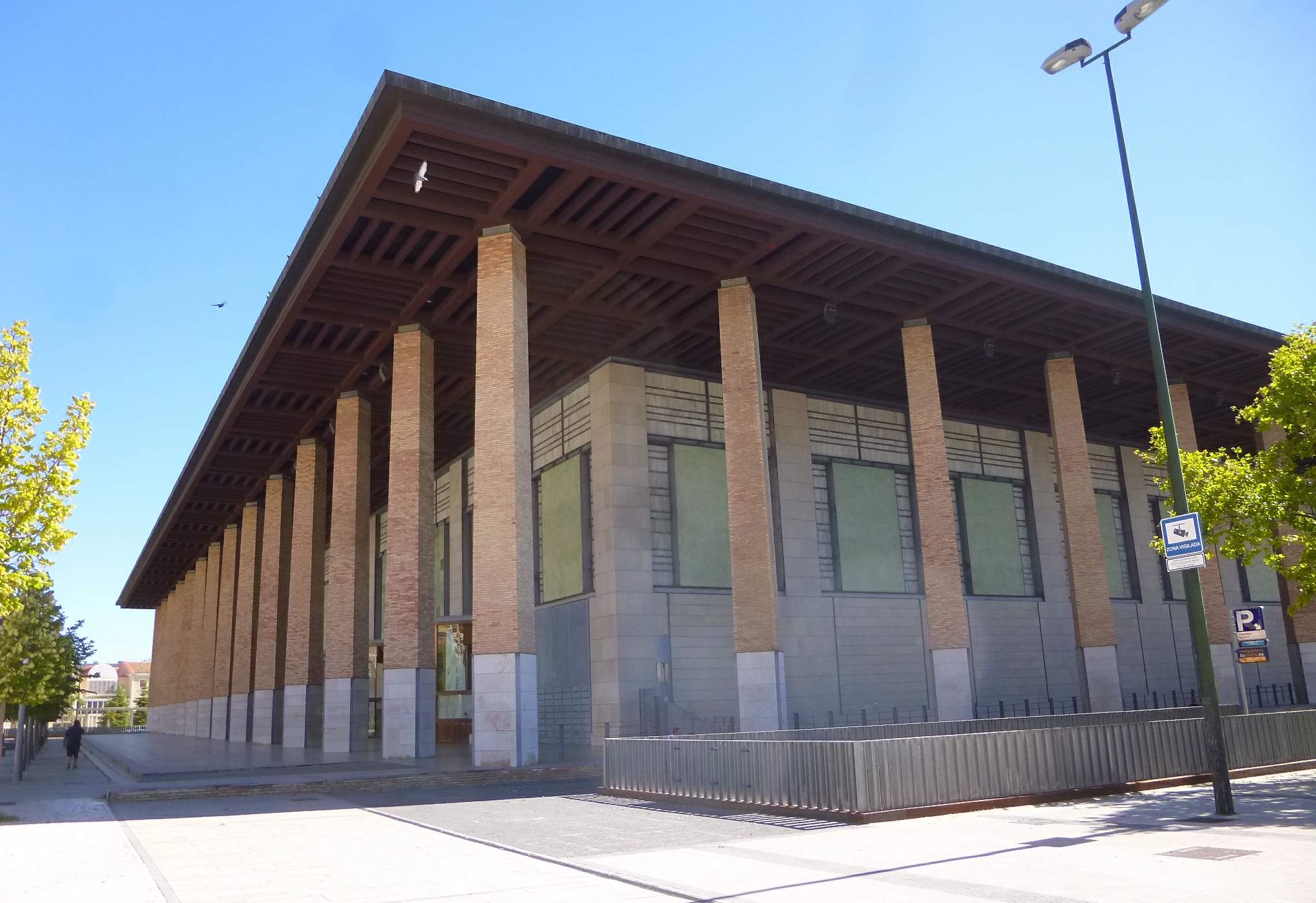
Auditori de Saragossa

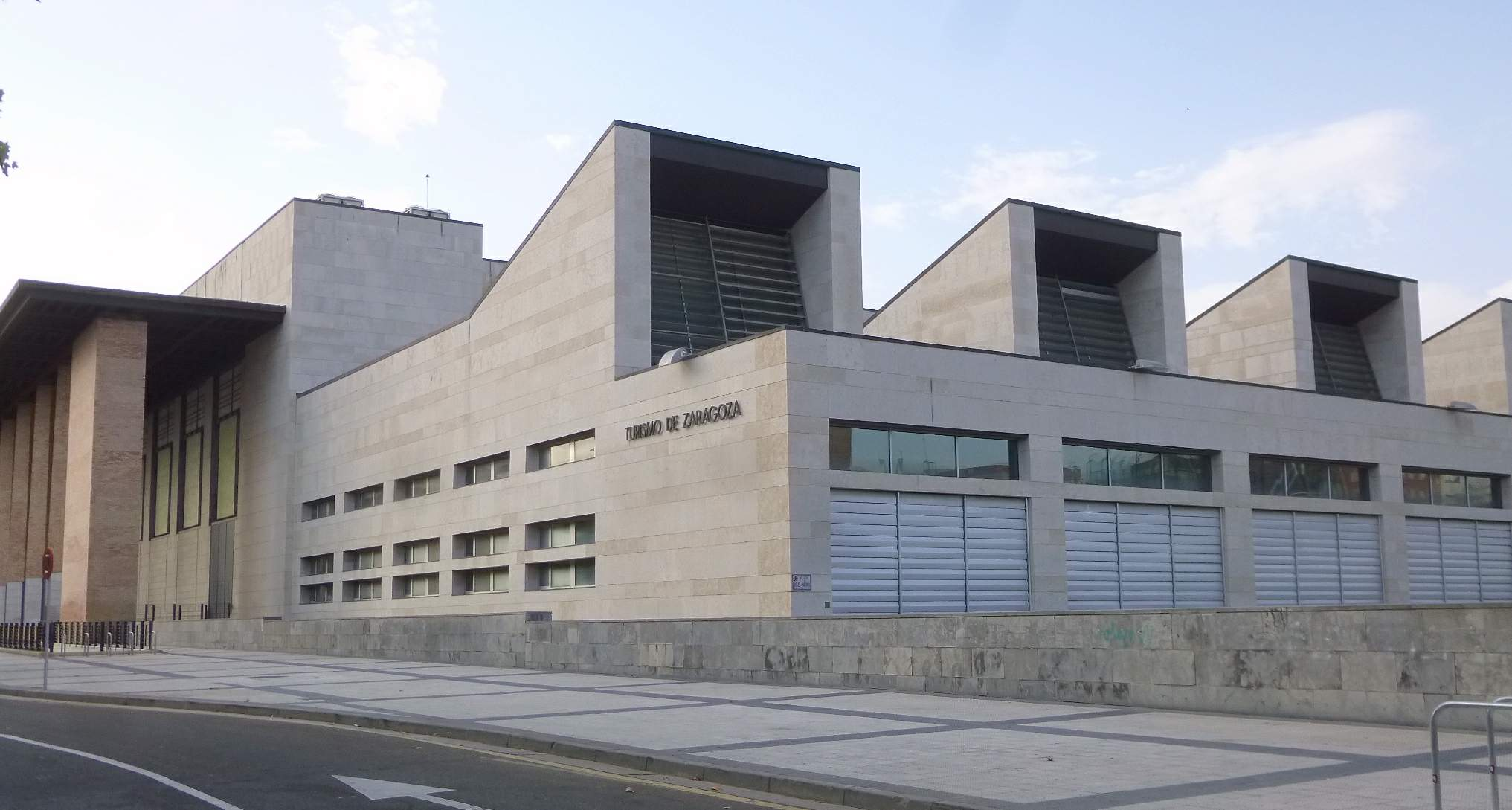
Una altra vista de l'Auditori

El Auditori - Palacio de Congressos de Saragossa és la sala de concerts i palau de congressos que es troba a la ciutat de Saragossa.
L'Auditori forma part d'un complex format pel mateix Auditori - Palacio de Congressos i la Sala Multiusos, destinada a acollir fires, exposicions sectorials, concerts juvenils, etc. El complex és obra dels arquitectes aragonesos José Manuel Pérez Latorre i Basilio Tobías (la zona multiusos) i va tenir un cost de 6700 milions de pessetes (uns 40 milions d'euros) que va costejar l'Ajuntament de Saragossa. Va ser inaugurat el 5 d'octubre de 1994 amb un concert ofert per l'Orquestra i Cor Nacional d'Espanya amb un programa que incloïa els Cantos de pleamar del terolenc Antón García Abril i la Novena simfonia de Beethoven.
L'alta qualitat sonora de les sales de l'Auditori ha estat elogiada per directors de la talla de Zubin Mehta:
| «             | Sempre que em pregunten pels auditoris moderns, a qualsevol lloc del món, he de referir-me a l'Auditori de Saragossa, perquè té l'acústica més important, la millor que conec. | » |
| — Zubin Mehta | |   |

## Dependències
Les dependències amb què compta l'auditori són les següents:
- Sala Mozart. És la principal sala de concerts. Té una capacitat màxima de 1.992 persones i un escenari de 340 metres quadrats. La sala s'empra també com a seu principal de congressos i compta amb sistema de interpretació simultània, circuit tancat de televisió, pantalles de projecció LCD, entre d'altres.
- Sala Luis Galve. Utilitzada per a concerts de cambra, té una capacitat màxima de 429 places i un escenari de 120 metres quadrats. També es pot utilitzar per a congressos i conferències en comptar amb mitjans per a projecció i interpretació simultània.
- Sala Mariano Gracia. Té una capacitat màxima de 200 places i un escenari de 200 metres. S'utilitza majoritàriament per a reunions i conferències.
- Sala de videoconferència. Té una capacitat de 10 persones i possibilitat d'interconnectar-se amb la resta de les sales.
- Sala hipòstila. Constitueix l'hall de l'auditori i punt d'accés a les sales més importants. També s'utilitza com a sala d'exposicions, estands o presentacions de producte.
- Sala Multiusos. Amb entrada independent però en el mateix complex, té una superfície de sala de 2.215 metres i un escenari de 425 metres. La seva capacitat és de 6.500 persones dempeus o 2.500 assegudes. També disposa d'instal·lacions per a cafeteria, magatzem, cabines telefòniques, oficines i sala de premsa. Entre altres esdeveniments, acull el Saló del Còmic de Saragossa.[4]

## Grups musicals residents
- Orquesta Reino de Aragón http://www.orquestareinodearagon.com/
- Orquestra de cambra Grupo Enigma
- Orquestra barroca Al Ayre Español
- Cor Amici Musicae.